# Скалдина, Оксана Валентиновна
Оксана Валентиновна Скалдина (24 мая 1972, Запорожье, Украинская ССР, СССР) — советская и украинская гимнастка, заслуженный мастер спорта СССР по художественной гимнастике (1989). Бронзовый призёр Олимпийских игр в индивидуальном многоборье (1992), многократная чемпионка мира и Европы. Заслуженный тренер России.

## Биография

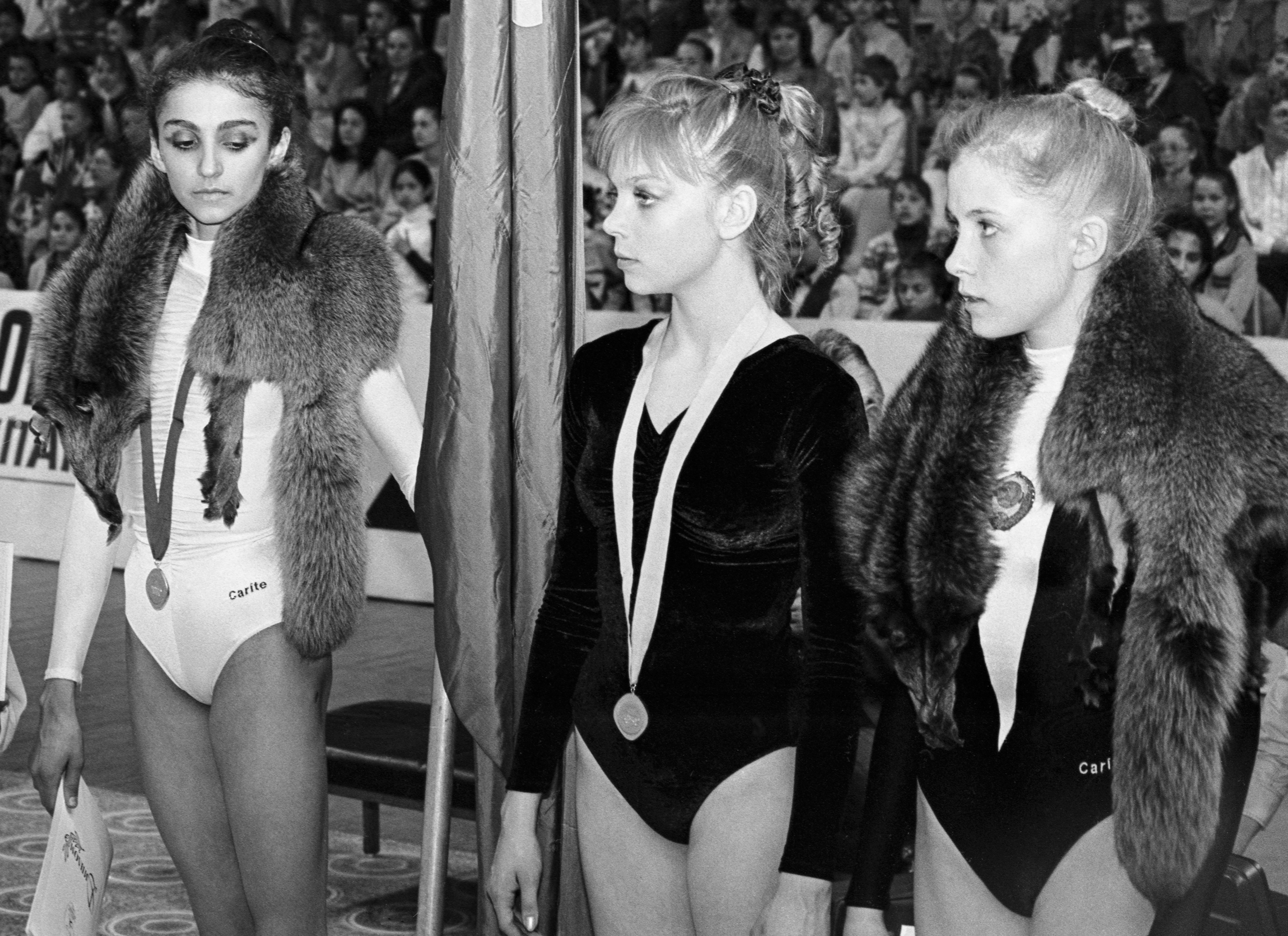
А. Тимошенко, О. Скалдина, О. Костина на XI Международном турнире по художественной гимнастике, 06.05.1990

С пяти лет Оксана Скалдина начала заниматься гимнастикой в Запорожье под руководством Людмилы Ковалик, но уже вскоре она попала к Альбине и Ирине Дерюгиным в их знаменитую школу художественной гимнастики.
Уже в 1989 году в составе сборной СССР малоизвестная гимнастка по-настоящему раскрылась во время чемпионата мира в Югославии (Сараево), который принес ей 3 золотые медали в финалах в отдельных видах многоборья. На первом упражнении со скакалкой судьи поставили Оксане оценку 9.8. И тогда после короткого обсуждения упражнения техническим комитетом Международной Федерации гимнастики, судьи, оценив прекрасное выступление Скалдиной в финале, изменили оценку на 10.0 Это был первый и пока единственный случай повышения оценки арбитрами на таких ответственных соревнованиях как чемпионат мира.
Своей работой Оксана Скалдина и её подруга по команде Александра Тимошенко показывали совершенно новую гимнастику. Именно они первыми соединяли несколько элементов в комбинацию, Скалдина первой исполнила трюки, которые даже сейчас никто не может повторить.
Часто Оксане надоедали её упражнения, хотелось чего-то нового. И Ирине Дерюгиной приходилось каждые 5-6 месяцев что-то менять, вносить коррективы.
Пик спортивной карьеры пришёлся на 1992 год — Олимпиада в Барселоне (Испания).
Оксана закончила спортивные выступления в 1992 году.

## Олимпиада 1992
В 1991 году Скалдина блестяще выиграла чемпионат мира, в 1992 — чемпионат СНГ. Приближались Олимпийские игры. На этой Олимпиаде советские спортсмены последний раз выступали единой командой. На 2 путевки претендовали 3 гимнастки — Александра Тимошенко и Оксана Скалдина от Украины и Оксана Костина от России. По результатам предыдущих соревнований и уровню подготовки выступать должны были Александра Тимошенко и Оксана Костина. Прошло два голосования глав делегаций СНГ, которое определило состав на участие в олимпийских играх. И все равно в Барселону поехали три гимнастки. Состоялось третье голосование. Под давлением украинской делегации и самой Альбины Николаевны Дерюгиной в состав команды СНГ включили двух украинских гимнасток — Александру Тимошенко и Оксану Скалдину.
В индивидуальном многоборье Оксана Скалдина занимает третье место, что было расценено ей самой, как проигрыш (она рассчитывала получить, как минимум, серебро). Серебро же досталось «хозяйке» Олимпийских игр Каролине Паскуаль, прежде нигде не добивавшейся в индивидуальных видах какого-либо успеха. В знак протеста во время церемонии награждения Скалдина подошла поздравить лишь Александру Тимошенко, после чего взошла на свою ступень подиума, проигнорировав Паскуаль.

## Спортивные результаты
- 1989 Финал Кубка Европы 1-е место — обруч; 2-е место — мяч и лента; 5-е место — многоборье
- 1989 Чемпионат Мира 3-е место — многоборье; 1-е место — команда, скакалка обруч, лента; 2-е место — мяч
- 1990 Игры доброй воли 1-е место — многоборье, скакалка, обруч, мяч; 2-е место — лента
- 1990 Гимнастические Игры 1-е место — многоборье, скакалка, обруч, мяч, лента
- 1990 Чемпионат Европы 1-е место — команда, скакалка, обруч, мяч, лента; 3-е место — многоборье
- 1991 Финал Кубка Европы 6-е место скакалка, обруч; 3-е место — мяч; 1-е место — булавы; 2-е место — многоборье
- 1991 Гимнастические Игры 2-е место — скакалка, обруч, булавы, многоборье; 1-е место — мяч
- 1991 Чемпионат Мира 1-е место — многоборье, команда; 4-е место — булавы; 2-е место — мяч; 3-е место — обруч, скакалка
- 1992 Чемпионат Европы 1-е место — скакалка, обруч, булавы; 5-е место — многоборье, команда
- 1992 Олимпийские игры 3-е место — многоборье

## Семья
Была замужем за олимпийским чемпионом по современному пятиборью Дмитрием Сватковским. Дочь Дарья входила в состав сборной России по художественной гимнастике; завершила спортивную карьеру в 2014 году.

## Тренерская работа
Оксана тренировала Ксению Джалагания, чемпионку Европы и мира по художественной гимнастике, и многих других известных гимнасток.